# Северо-Кавказский горно-металлургический институт
Северо-Кавказский ордена Дружбы народов горно-металлургический институт (государственный технологический университет) СКГМИ (ГТУ) — высшее учебное заведение технического профиля во Владикавказе. Основан в 1931 году.
Ректором СКГМИ (ГТУ) с декабря 2011 года по май 2014 года являлся Николай Евгеньевич Шубин.

## Факультеты
- Горно-металлургический факультет
- Электромеханический факультет
- Архитектурно-строительный факультет
- Факультет информационных технологий и электронной техники
- Экономический факультет
- Юридический факультет
- Факультет заочного обучения
- Факультет довузовской подготовки

## Учебный процесс
При вузе действует аспирантура, в которой готовятся научные кадры по 38 специальностям, а также 2 специализированных совета по защите докторских и кандидатских диссертаций.
Вуз ведет научные исследования по следующим основным направлениям:
- Механика деформируемого твердого тела.
- Информационно-телекоммуникационные технологии и электроника.
- Разработка экологически чистых ресурсосберегающих технологий цветной металлургии.
- Разработка технологий изготовления электронно-лучевых, фотоэлектронных приборов и устройств на их основе.
- Разработка технологий производства экологически безопасных продуктов питания и напитков.
- Экономика.
- Философия.
- Развитие и совершенствование законодательства РФ и практика его применения.
- Совершенствование технологий строительного производства.
- Социология.
- Производственные технологии.
- Разработка эффективных технологий добычи и переработки твердых полезных ископаемых.
- Экология и рациональное природопользование.

Выпускники СКГМИ работают во многих отраслях промышленности России и стран СНГ.

## Персоналии
- Агошков Михаил Иванович — академик АН СССР, декан горнорудного факультета (1937—1940), Герой Социалистического Труда.
- Алкацев Михаил Иосифович — доктор технических наук, профессор кафедры «Металлургия цветных металлов», заслуженный деятель науки РФ (2002 г.).
- Гончаров Владислав Иванович — академик РАН, лауреат Государственной премии РФ.
- Демьянович Михаил Антонович — с 1951 года директор радиохимического завода «Б», в 1954—1957 гг. — директор комбината № 817 (другое название — химический завод им. Менделеева, в дальнейшем — химкомбинат «Маяк»).
- Дзасохов Александр Сергеевич — член Политбюро ЦК КПСС, первый секретарь Северо-Осетинского обкома партии
- Кармазин, Виктор Витальевич — советский и российский учёный-горняк, специалист в области магнитных, электрических и специальных методов обогащения полезных ископаемых, ректор Северо-Кавказского горно-металлургического института (1983—1990).
- Славский, Ефим Павлович — Министр среднего машиностроения СССР, трижды Герой Социалистического Труда.